# Джаяпала
Джаяпала (*д/н —1002) — магараджа індійської держави на території сучасного Пенджабу у 964–1001 роках.

## Життєпис
Походив з династії Шахі. Був сином Асатапали, який у свою чергу доводився родичем магараджі Бхімі Шахі. Водночас мати Джаяпали походила з раджпутського клану Бхатті. Невідомо за яких обставин Джаяпала отримав трон магараджи, проте це відбулося у 964 році.
З 973 року Джаяпала був вимушений відбивати напади тюрків-мусульман, які йшли з Хорасану. У 986 році відбулися перші сутички з військами Себік-Тегіна з Газні, васала Караханідів. Битва відбулася біля Ламгану, що знаходився у долині річки Кабул). Внаслідок нерішучості дій індійських військ армія тюрків не зазначала значної шкоди, а навпаки отримала контроль над Хайберським перевалом.
У 991 році Газневіди здійснили черговий напад на землі Шахі. Втім деякий час ці атаки не спричиняли якоїсь незручності для Джаяпали. З 1000 року війну з боку Газневідів продовжив спадкоємець Себук-Тегіна — Махмуд. 27 листопада 1001 року відбулася вирішальна битва біля Пешавара, де армія Джаяпали зазнала поразки, а він сам потрапив у полон. Після сплати викупу у 50 слонів Джаяпала повернувся до своєї столиці Удабхандапури. Після цього у березні або квітні 1002 року зрікся трону на користь сина Анандапали, а тоді здійснив самогубство, кинувшись у багаття.